# Buteo buteo buteo
La poiana comune europea (Buteo buteo buteo, (Linnaeus, 1758)) è la sottospecie più comune della poiana. Vive in quasi tutto il  continente europeo.